# Talbrücke Pöhl
Die Talbrücke Pöhl überspannt bei Altensalz, einem Ortsteil von Neuensalz, das Tal der Trieb, die an dieser Stelle seit 1964 zur Talsperre Pöhl aufgestaut ist und überführt die Bundesautobahn 72. Sie steht zwischen den Anschlussstellen Treuen und Plauen-Ost und entstand im Zuge des Baus der Vogtlandautobahn. Das Bauwerk liegt etwa fünf Kilometer südlich der bekannten Eisenbahnüberführung Elstertalbrücke und reiht sich ein in eine Anzahl von Brücken im Vogtland, die Nebenflüsse der Weißen Elster oder die Weiße Elster selbst überspannen.
Die Talbrücke wurde von 1937 bis 1939 als Bogentragwerk aus Natursteinmauerwerk errichtet. Die maximal 25 Meter hohe Brücke weist sechs Bögen mit lichten Weiten von jeweils 37 Metern und Pfeilerachsabstände von 45 Metern auf. Von 1992 bis 1994 wurde das Bauwerk saniert und umgebaut. Dabei sollte das Aussehen der Brücke möglichst wenig verändert werden. In die alte Konstruktion wurde zwischen die Seitenwände aus Granit eine Spannbetonbrücke eingebaut.
Von der Gestaltung her sind viele Autobahnbrücken Vogtlandautobahn in dieser Region als Naturstein-Bogenbrücken ausgeführt, so zum Beispiel die Göltzschtalbrücke Weißensand, die Friesenbachtalbrücke und die Elstertalbrücke Pirk.